# Helen Jacobs
Helen Hull Jacobs, född 6 augusti 1908 i Globe, Arizona, död 2 juni 1997 i East Hampton, Suffolk County, New York, var en amerikansk tennisspelare. Helen Jacobs var en av de stora tennisspelarna under 1930-talet. Hon var en av världens tio bästa kvinnliga amatörspelare 1928-38 och rankades som nummer ett 1936. 
Trots att hon vann fem singeltitlar i Grand Slam-turneringar kom hon ändå att stå i skuggan av sina främsta rivaler, först Helen Wills Moody och mot slutet av karriären Alice Marble. 
Helen Jacobs upptogs 1962 i International Tennis Hall of Fame.

## Tenniskarriären
Helen Jacobs och Helen Wills Moody möttes i fem singelfinaler i Grand Slam-turneringar under tio-årsperioden 1928-38. Av dessa vann Jacobs bara en, Amerikanska mästerskapen 1933. Segern var inte komplett, eftersom Wills Moody vid ställningen  8-6, 3-6 och 3-0 till Jacobs i avgörande set var tvungen att ge upp på grund av en ryggskada. Detta kom att bli Jacobs enda seger över Wills Moody på 11 försök. I Wimbledonfinalen 1935 var Jacobs ytterst nära att besegra Wills Moody. Vid ställningen 1-1 i set och ledning för Jacobs i avgörande set med 5-3 och 40-30, det vill säga matchboll, slog en pressad Wills Moody upp en för kort lobb som Jacobs enkelt skulle smasha in och därmed vinna matchen. Emellertid missade Jacobs smashen, det har sagts att detta berodde på att en plötslig vindil ändrade bollens bana, varvid hon kom ur balans och slog bollen i nät. Wills Moody kunde därefter vända matchen och vann med siffrorna 6-3, 3-6, 7-5. Totalt noterade Jacobs fyra finalförluster i Wimbledonmästerskapen mot Wills Moody. 
Sin enda singeltitel i Wimbledon vann Jacobs 1936 genom finalseger över tyskan Hilde Krahwinkel Sperling (6-2, 4-6, 7-5). Hon vann också Amerikanska mästerskapen fyra gånger i följd (1932-35), de sista två gångerna mot sin dubbelpartner Sarah Palfrey Fabyan Cooke. År 1934 vann hon en "triple crown" i Amerikanska mästerskapen, det vill säga seger i alla tre grenar (singel, dubbel och mixed dubbel). Säsongerna 1936, 1939 och 1940 noterade Helen Jacobs tre finalförluster i Amerikanska mästerskapen mot sin andra stora rival, Alice Marble.
Jacobs vann Italienska mästerskapen i Rom 1934 och spelade två singelfinaler i Franska mästerskapen (1930, förlust mot Wills Moody, och 1934, förlust mot Margaret Scriven Vivian). 
Hon deltog i det amerikanska laget i Wightman Cup 1927-37 och 1939.

## Spelaren och personen
Helen Jacobs är bland annat känd som den första kvinnan som i Grand Slam-turneringar uppträdde i shorts. Som tennisspelare hade hon ett stort mått av självförtroende, hon kunde spela djärva bollar och var alltid inställd på att vinna. Hon besatt aldrig kraftfulla grundslag och hennes forehand ansågs vara hennes svagaste slag. Hon slog den sällan som en regelrätt platt drive, utan spelade den oftast med underskruv. Däremot hade hon en säker och effektiv poängvinnande backhand. Hennes styrka låg dock i volleyspel framme vid nät. 

## Grand Slam-finaler, singel (16)

### Titlar (5)
| År   | Mästerskap                   | Finalmotståndare          | Setsiffror             |
| 1932 | Amerikanska mästerskapen     | Carolin Babcock           | 6-2, 6-2               |
| 1933 | Amerikanska mästerskapen (2) | Helen Wills Moody         | 8-6, 3-6, 3-0 uppgivet |
| 1934 | Amerikanska mästerskapen (3) | Sarah Palfrey Cooke       | 6-1, 6-4               |
| 1935 | Amerikanska mästerskapen (4) | Sarah Palfrey Cooke       | 6-2, 6-4               |
| 1936 | Wimbledon                    | Hilde Krahwinkel Sperling | 6-2, 4-6, 7-5          |

### Finalförluster (11)
| År   | Mästerskap               | Finalmotståndare        | Setsiffror     |
| 1928 | Amerikanska mästerskapen | Helen Wills Moody       | 6-2, 6-1       |
| 1929 | Wimbledon                | Helen Wills Moody       | 6-1, 6-2       |
| 1930 | Franska mästerskapen     | Helen Wills Moody       | 6-2, 6-1       |
| 1932 | Wimbledon                | Helen Wills Moody       | 6-3, 6-1       |
| 1934 | Franska mästerskapen     | Margaret Scriven-Vivian | 7-5, 4-6, 6-1  |
| 1934 | Wimbledon                | Dorothy Round Little    | 6-2, 5-7, 6-3  |
| 1935 | Wimbledon                | Helen Wills Moody       | 6-3, 3-6, 7-5  |
| 1936 | Amerikanska mästerskapen | Alice Marble            | 4-6, 6-3, 6-2  |
| 1938 | Wimbledon                | Helen Wills Moody       | 6-4, 6-0       |
| 1939 | Amerikanska mästerskapen | Alice Marble            | 6-0, 8-10, 6-4 |
| 1940 | Amerikanska mästerskapen | Alice Marble            | 6-2, 6-3       |

## ÖvrigaGrand Slam-titlar
- Amerikanska mästerskapen
  - Dubbel - 1932, 1934, 1935
  - Mixed dubbel - 1934